# Karel Podgornik
Karel Podgornik, italianizzato in Carlo Podgornik (Chiapovano, 16 febbraio 1878 – Salcano, 28 gennaio 1962), è stato un politico e antifascista italiano di etnia slovena eletto alla Camera dei deputati (1921-24) in rappresentanza degli sloveni della Venezia Giulia.

## Biografia
Nato nell'allora frazione di Gorizia di Chiapovano nel Litorale austriaco, dopo aver terminato il ginnasio a Gorizia nel 1898, studiò legge all'Università di Graz, che completò nel 1904. Nello stesso anno, entrò nello studio dell'avvocato Tume a Gorizia. Poco dopo iniziò la carriera politica e divenne molto attivo nelle associazioni slovene del Goriziano. Nel gennaio 1907 divenne membro del comitato esecutivo del Partito Nazionale Progressista sloveno di Gorizia. Nel febbraio 1911 aprì uno studio legale a Gorizia. Nell'agosto 1913 fu eletto all'Assemblea regionale di Gorizia, nella quale diresse il gruppo di 11 deputati sloveni e rafforzò la coscienza nazionale organizzando raduni e discorsi politici nelle campagne goriziane e presentando diverse interpellanze nel consiglio provinciale.
Allo scoppio della prima guerra mondiale fu mobilitato nel servizio militare nell'Imperiale e regio esercito a Celje. Dopo la guerra, tornò a Gorizia e fu di nuovo politicamente attivo. Nel settembre del 1918 divenne presidente del dipartimento provinciale del Consiglio nazionale di Gorizia. A ottobre cominciò una campagna di plebiscito per unire la parte a maggioranza slovena di Gorizia al Regno dei Serbi, Croati e Sloveni. Il 1º novembre 1918 Podgornik firmò un proclama per chiedere l'annessione Regno dei Serbi, Croati e Sloveni della parte di Gorizia e del goriziano a maggioranza slovena. I lavori della sezione provinciale furono interrotti l'8 novembre 1918, quando le truppe di occupazione italiane occuparono Gorizia. Nel dicembre del 1918, Podgornik fu portato nel campo italiano di Servigliano vicino ad Ancona per diversi mesi come prigioniero di guerra.
Nelle elezioni politiche del 1921 fu eletto deputato nelle Liste di slavi e di tedeschi e da deputato fu membro della Commissione per gli affari interni. Il suo primo intervento è legato ai problemi dell'educazione di sloveni e croati nella Litorale e in Istria. Inoltre ha ripetutamente toccato l'argomento sull'uso della lingua slovena in pubblico, presentando una risoluzione sul libero uso dello sloveno nella comunicazione con le autorità. Dopo l'abolizione dell'attività pubblica slovena, si dedicò alla sua professione, mentre la polizia lo sorvegliava rigorosamente durante quel periodo.
In occasione dell'attacco dell'Italia in Jugoslavia nel 1941, fu imprigionato nel campo di Urbisaglia vicino a Macerata e successivamente nel carcere di Gorizia. Nel 1942 si unì al Fronte di Liberazione del Popolo Sloveno (OF). Nel 1947 fu eletto primo presidente del Fronte Democratico degli Sloveni di Gorizia. A causa di attacchi da parte di nazionalisti italiani, dovette partire per la Jugoslavia nel 1947 e visse a Salcano negli ultimi anni.